# Как-Йипий-Чан-Чак
Как-Йипий-Чан-Чак — правитель Саальского царства со столицей в Наранхо.

## Биография
Как-Йипий-Чан-Чак был преемником Яш-Майю-Чан-Чака, начав своё правление в 746 году.
Во время его правления Саальское царство находилось под контролем Мутульского царства.
Преемником Как-Йипий-Чан-Чака стал Как-Укалав-Чан-Чак.